# Ильжо
Ильжо — деревня в Серебрянском сельском поселении Лужского района Ленинградской области.

## История
Впервые упоминается в писцовых книгах Шелонской пятины 1498 года, как деревня Илжо в Дремяцком погосте Новгородского уезда.
В конце XVIII века сельцо Ильжо принадлежало братьям Андрею и Алексею Ивановичам Скобельциным, после их смерти наследники продали имение по частям разным лицам.
Деревня Средние Ильжи, а также Верхние Ильжи и Нижние Ильжи помещицы Колокольцовой, упоминаются на карте Санкт-Петербургской губернии Ф. Ф. Шуберта 1834 года.

ИЛЬЖО — деревня принадлежит гвардии капитану Алексею Скобельцыну, число жителей по ревизии: 33 м. п., 25 ж. п.

ИЛЬЖО КОЛОКОЛЬЦОВО — деревня, принадлежит секунд-майору Семёну Колокольцову, число жителей по ревизии: 9 м. п., 11 ж. п.

капитан-лейтенанту Степану Колокольцову, число жителей по ревизии: 13 м. п., 12 ж. п.

лейтенанту флота Николаю Милюкову, число жителей по ревизии: 4 м. п., 6 ж. п. (1838 год)

В середине XIX века в деревне была возведена каменная часовня.
Деревни Среднее Ильжо, Ильжо Верхнее или Кречево и Нижнее Ильжо отмечены на карте профессора С. С. Куторги 1852 года.

ИЛЬЖО 1-е — деревня господина Дзержинского, по просёлочной дороге, число дворов — 3, число душ — 6 м. п.

ИЛЬЖО 2-е — деревня господ Колокольцовых, по просёлочной дороге, число дворов — 12, число душ — 40 м. п.

ИЛЬЖО 3-е — деревня господина Скобельцина, по просёлочной дороге, число дворов — 15, число душ — 41 м. п. (1856 год)

Согласно X-ой ревизии 1857 года деревня состояла из трёх частей:

1-я часть: число жителей — 19 м. п., 19 ж. п.

2-я часть: число жителей — 23 м. п., 31 ж. п. (из них дворовых людей — 4 м. п., 9 ж. п.)

3-я часть: число жителей — 33 м. п., 43 ж. п.

ИЛЬЖО 1-е — деревня владельческая при озере безымянном, число дворов — 13, число жителей: 40 м. п., 42 ж. п.

ИЛЬЖО 2-е — деревня и мыза владельческие при озере безымянном, число дворов — 11, число жителей: 33 м. п., 43 ж. п.

ИЛЬЖО 3-е — деревня и мыза владельческие при озере безымянном, число дворов — 5, число жителей: 20 м. п., 25 ж. п. (1862 год)

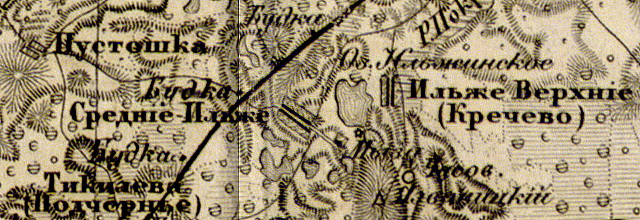
Деревня Ильжо на карте 1863 года

Согласно карте из «Исторического атласа Санкт-Петербургской Губернии» 1863 года деревня называлась Среднее Ильже, на противоположном, восточном берегу Ильжинского озера находилась деревня Ильже Верхнее (Кречево), на южном берегу — мыза, к югу от озера — часовня, а ещё южнее, на восточном берегу Вражского озера находилась деревня Нижнее Ильже.
В 1867 году временнообязанные крестьяне деревни выкупили свои земельные наделы у М. А. Снарской и стали собственниками земли.
В 1871—1872 годах временнообязанные крестьяне выкупили свои земельные наделы у А. Е. Милюковой.
Летом 1872 года в деревне Среднее Ильжо жили и работали художники И. Н. Крамской, И. И. Шишкин и К. А. Савицкий.
В 1876—1878 годах были выкуплены земельные наделы у С. С. Колокольцова.
Согласно подворной описи Ильженского общества Городецкой волости 1882 года, деревня состояла из трёх частей:

1) Ильжо 1-е, бывшее имение Милюковой, домов — 13, душевых наделов — 19, семей — 11, число жителей — 29 м. п., 22 ж. п.; разряд крестьян — собственники.

2) Ильжо 1-е, бывшее имение Колокольцева, домов — 10, душевых наделов — 15, семей — 8, число жителей — 18 м. п., 27 ж. п.; разряд крестьян — собственники.

3) Ильжо 2-е, бывшее имение Снарской, домов — 25, душевых наделов — 30, семей — 18, число жителей — 47 м. п., 45 ж. п.; разряд крестьян — собственники.
В 1890 году усадьбу в Ильжо купил почётный гражданин Яков Яковлевич Фан-дер-Флит. Для поставки молока в Санкт-Петербург на Варшавской железной дороге, проходящей через его имение, им была устроена железнодорожная платформа, получившая название «платформа Фан-дер-Флита».
Согласно материалам по статистике народного хозяйства Лужского уезда 1891 года, ещё одна усадьба в Ильжо площадью 2083 десятины принадлежала баронессе В. С. Корф, усадьба была приобретена в 1884 году. Сельцо Ильжо площадью 434 десятины принадлежало жене титулярного советника О. Н. Теребенёвой, сельцо было приобретено в 1882 году за 18 500 рублей. Ещё одно сельцо Ильжо с пустошами, площадью 134 десятины, принадлежало наследникам генерал-майора Колокольцева. Часть земли перешла в казну, как выморочное имущество, другая часть была отдана крестьянам.
Кроме того, имение с пустошью при селении Ильжо площадью 382 десятины принадлежало дворянам А. В. и А. И. Дзерожинским, имение было приобретено до 1868 года, а пустошь Ильжо площадью 42 десятины принадлежала коллежскому секретарю А. А. Карамышеву, пустошь была приобретена до 1868 года; ещё одна пустошь — Сорокино при селении Ильжо площадью 123 десятины принадлежала местному крестьянину Ф. Я. Слонову, пустошь была приобретена в 1889 году за 2300 рублей.
В конце XIX века по проекту архитектора Ф. Л. Миллера была возведена ещё одна каменная часовня, во имя Казанской иконы Божией Матери.
В XIX веке деревня административно относилась ко 2-му стану Лужского уезда Санкт-Петербургской губернии, в начале XX века — к Городецкой волости 5-го земского участка 4-го стана.
По данным «Памятной книжки Санкт-Петербургской губернии» за 1905 год деревни Ильжо I и Ильжо II входили в Ильженское сельское общество. Землёй в деревне Ильжо II владели: титулярный советник Нестор Александрович Теребенев — 405 десятин и почётный гражданин Яков Яковлевич Фан-дер-Флит — 2572 десятины.
В 1917 году деревни Ильжо I и Ильжо II входили в состав Городецкой волости Лужского уезда.
С 1918 года, в составе Ильженского сельсовета Смердовской волости.
С 1923 года, в составе Кологородской волости.

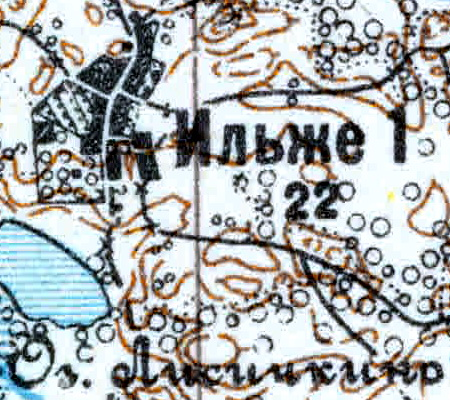
Деревня Ильже 1-е на карте 1926 года
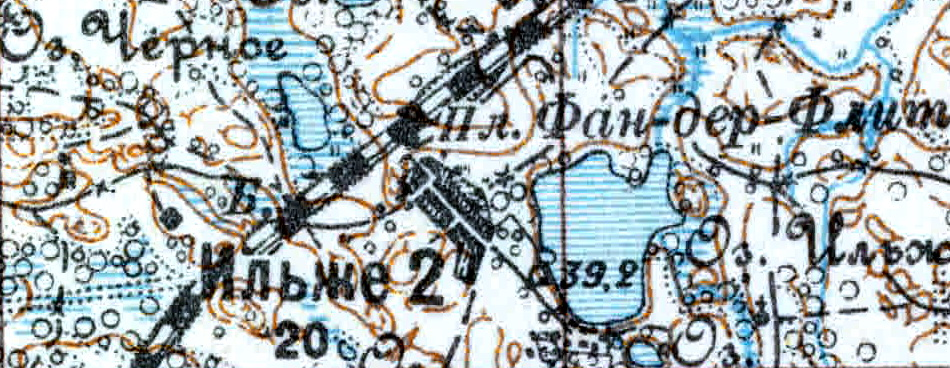
Деревня Ильже 2-е на карте 1926 года

Согласно топографической карте 1926 года деревни назывались Ильже 1 и Ильже 2 и насчитывали соответственно 22 и 20 дворов.
С февраля 1927 года, в составе Лужской волости, с августа 1927 года — Лужского района.
С 1928 года, в составе Смердовского сельсовета.
По данным 1933 года деревни назывались Ильже I и Ильже II, и входили в состав Смердовского сельсовета Лужского района.
C 1 августа 1941 года по 31 января 1944 года деревни находились в оккупации.
С 1 января 1950 года деревни Ильжо I и Ильжо II учитываются, как единая деревня Ильжо.
В 1961 году население деревни Ильжо составляло 131 человек.
По данным 1966 года деревня Ильжо также входила в состав Смердовского сельсовета и являлась его административным центром.
По данным 1973 и 1990 годов деревня Ильжо входила в состав Серебрянского сельсовета.
По данным 1997 года в деревне Ильжо Серебрянской волости проживали 63 человека, в 2002 году — 62 человека (русские — 92 %).
В 2007 году в деревне Ильжо Серебрянского СП проживали 53 человека.

## География
Деревня расположена в южной части района на автодороге 41К-146 (Городок — Серебрянский).
Расстояние до административного центра поселения — 13 км.
Деревня находится у железнодорожной линии Луга — Псков. Расстояние до железнодорожной станции Луга I — 15 км.
Деревня находится на западном берегу Ильжовского озера.

## Демография
| 1838 | 1862 | 1961 | 1997 | 2007 | 2010 | 2017 |
| ---- | ---- | ---- | ---- | ---- | ---- | ---- |
| 58   | ↗203 | ↘131 | ↘63  | ↘53  | ↗58  | ↘49  |

## Достопримечательности
Курганные насыпи, жальники и селище X—XVII веков, примыкающие к деревне.

## Известные уроженцы
- Аркадий Евгеньевич Михайлов (1925—2015) — начальник Калининградского морского торгового порта (1971—1996); Почётный гражданин Калининграда

## Улицы
Болотный переулок, Горная, Горный переулок, Еловая, Лесная, Озёрная, Почтовая, Сиреневая, Цветочная, Центральная.